# Tour der südafrikanischen Rugby-Union-Nationalmannschaft nach Australien und Neuseeland 1937
| Tour der Springboks nach Australien und Neuseeland 1937 | Tour der Springboks nach Australien und Neuseeland 1937 | Tour der Springboks nach Australien und Neuseeland 1937 | Tour der Springboks nach Australien und Neuseeland 1937 | Tour der Springboks nach Australien und Neuseeland 1937 |
| Übersicht                                               | S                                                       | G                                                       | U                                                       | N                                                       |
| ------------------------------------------------------- | ------------------------------------------------------- | ------------------------------------------------------- | ------------------------------------------------------- | ------------------------------------------------------- |
| Test Matches                                            | 05                                                      | 04                                                      | 0                                                       | 1                                                       |
| Sonstige Spiele                                         | 23                                                      | 22                                                      | 0                                                       | 1                                                       |
| Gesamt                                                  | 28                                                      | 26                                                      | 0                                                       | 2                                                       |
|                                                         |                                                         |                                                         |                                                         |                                                         |
| Australien                                              | 2                                                       | 2                                                       | 0                                                       | 0                                                       |
| Neuseeland                                              | 3                                                       | 2                                                       | 0                                                       | 1                                                       |

Die Tour der südafrikanischen Rugby-Union-Nationalmannschaft nach Australien und Neuseeland 1937 umfasste eine Reihe von Freundschaftsspielen der Springboks, der Nationalmannschaft Südafrikas in der Sportart Rugby Union. Das Team reiste durch Australien und Neuseeland, wobei es 28 Spiele bestritt. Dazu gehörten zwei bzw. drei Test Matches gegen die Wallabies und die All Blacks sowie 23 weitere Begegnungen mit Vereinen und Auswahlteams.

## Ereignisse

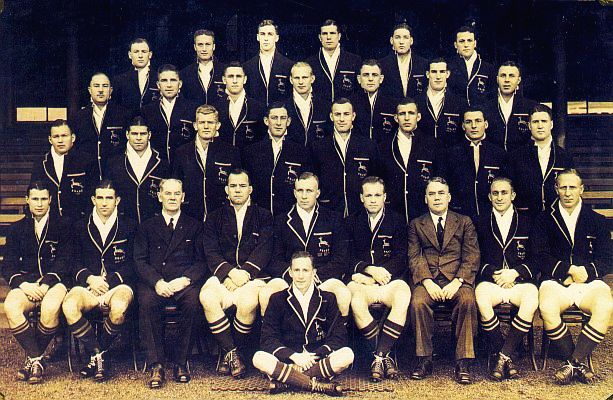
Springboks von 1937

Die von Ende Mai bis Ende September 1937 dauernde Tour war so erfolgreich, dass die tourende Mannschaft als Invincibles („die Unbesiegbaren“) bezeichnet wurde. Tatsächlich mussten sie nur zwei Niederlagen hinnehmen, je eine gegen die New South Wales Waratahs und die All Blacks. Erstmals überhaupt gelang es den Südafrikanern, eine Test-Match-Serie gegen Neuseeland für sich zu entscheiden: Sie gewannen zwei von drei Begegnungen und blieben bis heute die einzigen, denen dies in Neuseeland gelang. In der Folge galten sie als die beste Mannschaft, „die jemals Neuseeland verlassen hat“.
Im Gegensatz zur Tour 1921 weigerten sich die Springboks, gegen die Auswahl der Ureinwohner anzutreten (allerdings gehörten mehrere Māori den All Blacks an). Die Konföderation der Te Arawa rief zu einem sportlichen und kulturellen Boykott Südafrikas auf, frn die meisten Māori unterstützten. Einige protestierten mit Bannern, die „Geld vor Gewissen“ (Cash before conscience) verkündeten. Der Protest war eine Reaktion auf die Tour der All Blacks nach Südafrika 1928, als sämtliche Māori auf Wunsch der Gastgeber aus dem Team ausgeschlossen worden waren.

## Spielplan
- Hintergrundfarbe grün = Sieg
- Hintergrundfarbe rot = Niederlage

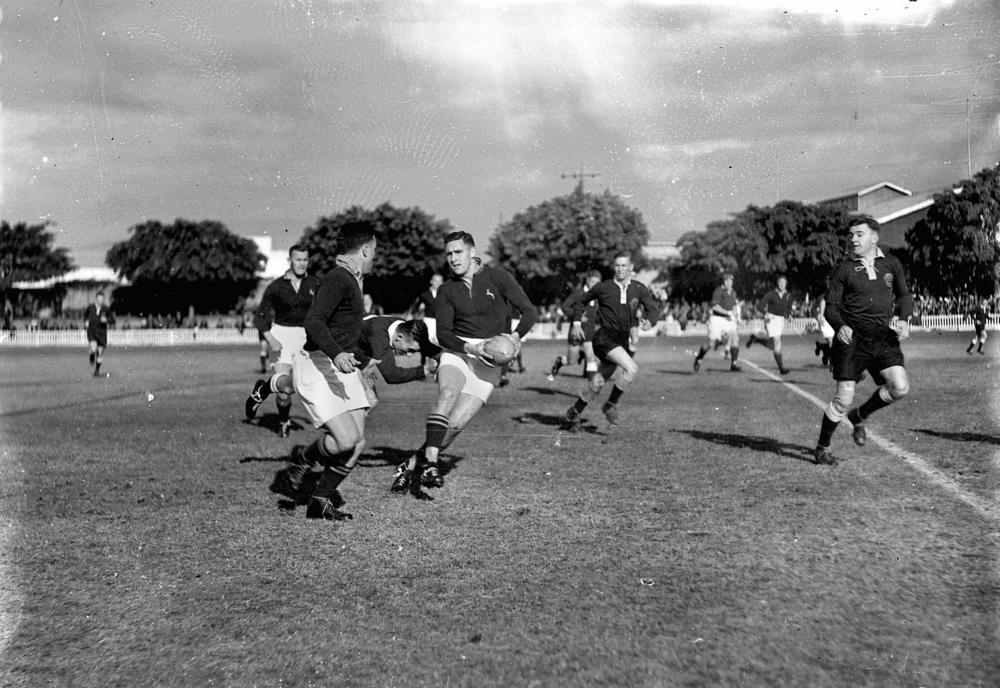
Südafrika gegen Australien

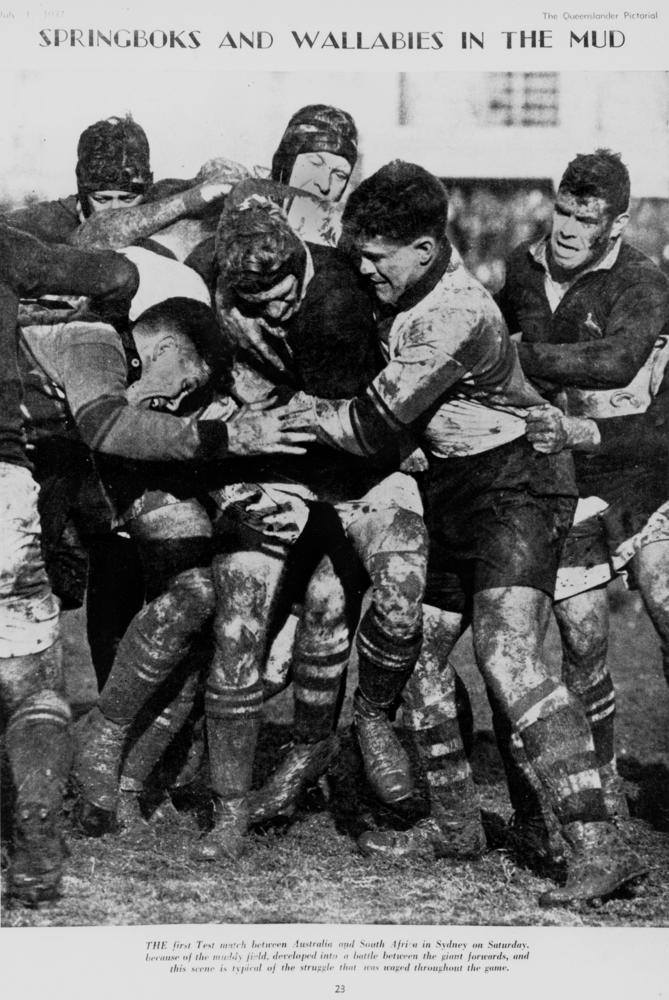
„Springboks und Wallabies im Schlamm“

(Test Matches sind grau unterlegt; Ergebnisse aus der Sicht Südafrikas)

### Spiele in Australien
| #  | Datum         | Gegner                   | Ort       | Stadion               | Ergebnis |
| -- | ------------- | ------------------------ | --------- | --------------------- | -------- |
| 01 | 31. Mai 1937  | Western Australia        | Perth     |                       | 47:8     |
| 02 | 05. Juni 1937 | South Australia          | Adelaide  |                       | 55:3     |
| 03 | 12. Juni 1937 | Victorian Rugby Union    | Melbourne |                       | 45:11    |
| 04 | 16. Juni 1937 | Combined Western XV      | Orange    |                       | 63:0     |
| 05 | 19. Juni 1937 | New South Wales Waratahs | Sydney    | Sydney Cricket Ground | 6:17     |
| 06 | 26. Juni 1937 | Australien               | Sydney    | Sydney Cricket Ground | 9:5      |
| 07 | 30. Juni 1937 | Newcastle                | Newcastle |                       | 58:8     |
| 08 | 03. Juli 1937 | Australia XV             | Brisbane  |                       | 3:36     |
| 09 | 07. Juli 1937 | Toowoomba XV             | Toowoomba |                       | 60:0     |
| 10 | 11. Juli 1937 | Queensland Reds          | Brisbane  | Exhibition Ground     | 39:4     |
| 11 | 17. Juli 1937 | Australien               | Sydney    | Sydney Cricket Ground | 26:17    |

### Spiele in Neuseeland
| #  | Datum              | Gegner                                                        | Ort              | Stadion          | Ergebnis |
| -- | ------------------ | ------------------------------------------------------------- | ---------------- | ---------------- | -------- |
| 12 | 25. Juli 1937      | Auckland Rugby Football Union                                 | Auckland         | Eden Park        | 19:5     |
| 13 | 28. Juli 1937      | Waikato & King Country & Thames Valley Rugby Football Union   | Hamilton         |                  | 6:3      |
| 14 | 31. Juli 1937      | Taranaki Rugby Football Union                                 | New Plymouth     |                  | 17:3     |
| 15 | 04. August 1937    | Manawatu Rugby Union                                          | Palmerston North | Showgrounds Oval | 39:3     |
| 16 | 08. August 1937    | Wellington Rugby Football Union                               | Wellington       | Athletic Park    | 29:0     |
| 17 | 14. August 1937    | Neuseeland                                                    | Wellington       | Athletic Park    | 7:13     |
| 18 | 18. August 1937    | Nelson & Golden Bay-Motueka & Marlborough Rugby Union         | Blenheim         |                  | 22:0     |
| 19 | 22. August 1937    | Canterbury Rugby Football Union                               | Christchurch     | Lancaster Park   | 23:8     |
| 20 | 26. August 1937    | West Coast / Buller Rugby Football Union                      | Greymouth        |                  | 31:6     |
| 21 | 28. August 1937    | South Canterbury Rugby Football Union                         | Timaru           |                  | 43:6     |
| 22 | 04. September 1937 | Neuseeland                                                    | Christchurch     | Lancaster Park   | 13:6     |
| 23 | 08. September 1937 | Southland Rugby Football Union                                | Invercargill     |                  | 30:17    |
| 24 | 12. September 1937 | Otago Rugby Football Union                                    | Dunedin          | Carisbrook       | 47:7     |
| 25 | 15. September 1937 | Hawke’s Bay Rugby Union                                       | Napier           |                  | 21:12    |
| 26 | 20. September 1937 | Poverty Bay & Bay of Plenty & East Coast Rugby Football Union | Gisborne         |                  | 33:3     |
| 27 | 25. Januar 1937    | Neuseeland                                                    | Auckland         | Eden Park        | 17:6     |
| 28 | 29. September 1937 | North Auckland Rugby Football Union                           | Whangārei        |                  | 14:6     |

## Test Matches
| 26. Juni 1937 | Australien                          | 5 : 9         | Südafrika                                  | Sydney Cricket Gournd, Sydney Zuschauer: 33.000 Schiedsrichter: Arthur Irving (Australien) |
| 26. Juni 1937 | Versuche: Towers Erhöhungen: Towers | (0:3) Bericht | Versuche: Bastard Bergh Straftritte: Brand | Sydney Cricket Gournd, Sydney Zuschauer: 33.000 Schiedsrichter: Arthur Irving (Australien) |

Aufstellungen:
- Australien: Vincent Bermingham, Edward Bonis, Bill Cerutti, Rudolph Dorr, Eric Hutchinson, Jack Kelaher, Russell Kelly, Jan McShane, Thomas Pauling, Mackenzie Ramsay, Ronald Rankin, Victor Richards, Cyril Towers , Vayro Wilson, Keith Windon
- Südafrika: Louis Babrow, Ebbo Bastard, Ferdie Bergh, Gerry Brand, Danie Craven, Pierre de Villiers, Jan Lotz, Boy Louw, Fanie Louw, Philip Nel , Lucas Strachan, Frederick Turner, Mauritz van den Berg, James White, Dai Williams

| 17. Juli 1937 | Australien                                                                   | 17 : 26        | Südafrika                                                                  | Sydney Cricket Gournd, Sydney Zuschauer: 30.000 Schiedsrichter: William Kilner (Australien) |
| 17. Juli 1937 | Versuche: Hodgson Kelaher O’Brien Erhöhungen: Rankin Straftritte: Rankin (2) | (6:26) Bericht | Versuche: Babrow Bergh van Reenen (2) White Williams Erhöhungen: Brand (4) | Sydney Cricket Gournd, Sydney Zuschauer: 30.000 Schiedsrichter: William Kilner (Australien) |

Aufstellungen:
- Australien: Bill Cerutti, Paul Collins, Bill Hammon, Aubrey Hodgson, Eric Hutchinson, Jack Kelaher, Russell Kelly, John Malone, Jan McShane, Frank O’Brien, Ronald Rankin, Albert Stone, Cyril Towers , Vayro Wilson, Keith Windon
- Südafrika: Louis Babrow, Ferdie Bergh, Gerry Brand, Danie Craven, Pierre de Villiers, Jan Lotz, Boy Louw, Harry Martin, Philip Nel , Lucas Strachan, Frederick Turner, Vandie van de Vyver, George van Reenen, James White, Dai Williams

| 14. August 1937 | Neuseeland                                                     | 13 : 7        | Südafrika                           | Athletic Park, Wellington Zuschauer: 43.000 Schiedsrichter: Lyndon Macassey (Neuseeland) |
| 14. August 1937 | Versuche: Dick Straftritte: Trevathan (2) Dropgoals: Trevathan | (6:3) Bericht | Versuche: Williams Dropgoals: White | Athletic Park, Wellington Zuschauer: 43.000 Schiedsrichter: Lyndon Macassey (Neuseeland) |

Aufstellungen:
- Neuseeland: Donald Cobden, Douglas Dalton, John Dick, Jack Hooper, Everard Jackson, Ronald King , Arthur Lambourn, Roderick MacKenzie, Allan Parkhill, Tori Reid, Harry Simon, Jack Sullivan, Jack Taylor, David Trevathan, Ronald Ward
- Südafrika: Louis Babrow, Ebbo Bastard, Ferdie Bergh, Danie Craven , Pierre de Villiers, Cecil Jennings, Jan Lotz, Fanie Louw, Patrick Lyster, Lucas Strachan, Frederick Turner, Mauritz van den Berg, George van Reenen, James White, Dai Williams

| 4. September 1937 | Neuseeland             | 6 : 13        | Südafrika                                                         | Lancaster Park, Christchurch Zuschauer: 45.000 Schiedsrichter: Joseph King (Neuseeland) |
| 4. September 1937 | Versuche: Sullivan (2) | (6:0) Bericht | Versuche: Bastard Turner Erhöhungen: Brand (2) Straftritte: Brand | Lancaster Park, Christchurch Zuschauer: 45.000 Schiedsrichter: Joseph King (Neuseeland) |

Aufstellungen:
- Neuseeland: Douglas Dalton, John Dick, Jack Hooper, Everard Jackson, Ronald King , Arthur Lambourn, Roderick MacKenzie, Allan Parkhill, Bill Phillips, Jack Rankin, Tori Reid, Harry Simon, Jack Sullivan, Jack Taylor, David Trevathan
- Südafrika: Louis Babrow, Ebbo Bastard, Ferdie Bergh, Gerry Brand, Danie Craven, Tony Harris, Jan Lotz, Boy Louw, Fanie Louw, Philip Nel , Lucas Strachan, Frederick Turner, Mauritz van den Berg, James White, Dai Williams

| 25. September 1937 | Neuseeland             | 6 : 17        | Südafrika                                                    | Eden Park, Auckland Zuschauer: 55.000 Schiedsrichter: Joseph King (Neuseeland) |
| 25. September 1937 | Straftritte: Trevathan | (3:8) Bericht | Versuche: Babrow (2) Bergh Turner Williams Erhöhungen: Brand | Eden Park, Auckland Zuschauer: 55.000 Schiedsrichter: Joseph King (Neuseeland) |

Aufstellungen:
- Neuseeland: Harcourt Caughey, Douglas Dalton, Jack Hooper, Everard Jackson, Ronald King , Arthur Lambourn, Roderick MacKenzie, Neville Mitchell, Allan Parkhill, Tori Reid, Harry Simon, Jack Sullivan, Jack Taylor, David Trevathan, Ronald Ward
- Südafrika: Louis Babrow, Ebbo Bastard, Ferdie Bergh, Gerry Brand, Danie Craven, Tony Harris, Phillip Lochner, Boy Louw, Jan Lotz, Fanie Louw, Philip Nel , Lucas Strachan, Frederick Turner, Mauritz van den Berg, Dai Williams